# Angus McLaren
Angus McLaren (født 3. november 1988 i Leongatha i Victoria) er en australsk skuespiller. Han er bedst kendt for sin optræden i H2O: Just Add Water, hvor han spillede Lewis McCartney.
Angus McLaren har også haft en rolle i The Amanda Show i en episode hvor han var Zane Beber, den nye elev.

## Filmografi
- Something in the Air (2000-2002)
- Shuang Tong (2002)
- Worst Best Friends (2002)
- Neighbours (2002-2003)
- The Saddle Club (2003)
- CrashBurn (2003)
- Fergus McPhail (2004)
- Silversun (2004)
- Last Man Standing (2005)
- Blue Heelers (2003-2005)
- Court of Lonely Royals (2006)
- H2O (2006-2010)
- All Saints (2008)
- Packed to the Rafters (2008-???)